# Róbert Isaszegi
Róbert Isaszegi (Sárospatak, 2 de mayo de 1965) es un deportista húngaro que compitió en boxeo.
Participó en los Juegos Olímpicos de Seúl 1988, obteniendo una medalla de bronce en el peso minimosca. Ganó dos medallas en el Campeonato Europeo de Boxeo Aficionado, plata en 1989 y bronce en 1985.
En mayo de 1998 disputó su primera pelea como profesional. En su carrera profesional tuvo en total 21 combates, con un registro de 19 victorias y 2 derrotas.

## Palmarés internacional
| Juegos Olímpicos   | Juegos Olímpicos     | Juegos Olímpicos  | Juegos Olímpicos |
| Año                | Lugar                | Medalla           | Categoría        |
| ------------------ | -------------------- | ----------------- | ---------------- |
| 1988               | Seúl (Corea del Sur) | Medalla de bronce | 48 kg            |
| Campeonato Europeo |                      |                   |                  |
| Año                | Lugar                | Medalla           | Categoría        |
| 1985               | Budapest (Hungría)   | Medalla de bronce | 48 kg            |
| 1989               | El Pireo (Grecia)    | Medalla de plata  | 48 kg            |